# Hans Otto Jørgensen
Hans Otto Jørgensen (født 23. august 1954 i Vile, Salling) er en dansk forfatter. Han har skrevet romaner, novellesamlinger, kortprosasamlinger, hørespil og digte. Han har i en lang årrække været aktiv i arbejdet for en professionel, dansk forfatteruddannelse og har 2002-2009 været rektor for Forfatterskolen.
Jørgensens forfatterskab forfølger forskellige spor. En del af bøgerne falder i serier. Fx følger Den fotograferede dreng op på Helt og Heltinde, hvor vi først stifter bekendtskab med Ida og Ejnar. Tårnet, Indianeren og Molly – historien om en engel har en anden række af gennemgående figurer. Kortprosabøgerne Den bronzefarvede kalkun, Æsel her, Hjort eller hare og Ålen har englelyd har i det mindste det til fælles, at deres titler handler om dyr, men også det, at Jørgensen her slipper den nøgternhed, som præger de fleste af romanerne. Præcisionen slipper han til gengæld ikke i disse 'vilde' bøger, som anmelderne har skændtes langt mere om end romanerne og novellerne, som stort set alle har været enige om at berømme som noget af det fineste i nyere dansk litteratur.
Jørgensen er landbrugsuddannet, og hans romaner handler ofte om landbrugets og landbrugeres vilkår i en moderne verden. Fx er nedlagte eller misligholdte landejendomme ofte handlingens sted. Gamle biler. Folk, der hører til, men ikke finder sig til rette. Omflakkere, men ikke storbybohemer. Romanerne er aldrig styret af plot eller andre opsigtsvækkende virkemidler, men af sanselighed, erindring og ufortalt følsomhed. De betjener sig af oprivende, men stramt styrede synsvinkelskift og -sløringer. Det er moderne litteratur. Jørgensen skriver ikke socialrealisme, men han skriver solidarisk om almindelige mennesker.
Han har sammen med Jeppe Brixvold redigeret to antologier om og med dansk kortprosa.
28. januar 2008 modtog Hans Otto Jørgensen Kritikerprisen for romanen Med plads til hundrede køer.
16. april 2008 udtrykte Hans Otto Jørgensen i et interview i Nyhedsavisen sin støtte til de autonomes voldelige aktioner i København efter nedlæggelsen af ungdomshuset, bl.a. afbrænding af biler.

## Udgivelser
- Tårnet : en kærlighedshistorie, Klim, 1. udg. : 1989
- Amerika, Klim, 1. udg. : 1990
- Indianeren, Klim, 1. udg. : 1991
- I tidens standsning, Tiderne Skifter : 1991
- Sildedagsfolkene : roman, Tiderne Skifter : 1992; Gyldendals Bogklubber : 1992
- Ekliptika eller historien om kvinden og manden med såret i siden, hvor drengen blev skåret fri : roman, Tiderne Skifter : 1993
- Den bronzefarvede kalkun, Edition After Hand, 1. udg. : 1993(1)
- Far var så stærk, Radiohørespil : 1995
- Idyller, 79 sider, Gyldendal : 1995
- Nåden, 92 sider, Gyldendal : 1996
- Riggo havde ikke noget imod det abstrakte : noveller, Gyldendal : 1997; Gyldendal paperback : 1999
- Efterskrift til De står her : lyrik til tiden, ved Tina Garsdal & Susy Tastesen, Dansklærerforeningen, 1. udg. : 1997(1)
- Jeg har ventet : digte, 56 sider, Gyldendal : 1998
- Viggos hus, illustreret af Erik Sørensen, 16 sider, Klim (Læs godt), lille udg. : 1998; Klim (Læs godt), stor udg. : 1998
- Erna og Ewan, novelle i Nordlys : Danske noveller fra 90'erne, bind 3, ved Hanne Leth & Jørn E. Albert, Gyldendal Uddannelse, 1. udg. : 1998(1)
- Molly – historien om en engel, Lindhardt og Ringhof : 2000
- Den første ve er ingen ve, digt i Digte fra 1990'erne : antologi og encyklopædi, ved Niels Lyngsø ; Politiken, 1. udg. : 2000(1)
- Æsel her, 66 sider, Lindhardt og Ringhof : 2001
- Helt og heltinde : roman, 119 sider, Lindhardt og Ringhof : 2001; Gyldendals Bogklubber, 1. bogklubudg. : 2001(1)
- Konebytteren, novelle i Udveje : fra 90'erne af Marianne Stidsen, 335 sider ; Gad, 1. udg. : 2001(1)
- Hjort eller hare, 66 sider, Lindhardt og Ringhof : 2002
- Den fotograferede dreng : roman, 138 sider, Gyldendal : 2002
- Kortprosa, novelle i Nordlys : bind 5 : Danske noveller 2001-2003, ved Hanne Leth & Jørn E. Albert, 181 sider, Gyldendal, 1. udg. : 2004(1)
- Ove gasser op : udvalgte noveller, 207 sider, Gyldendal : 2004
- Væltede kældre : roman, 146 sider, Gyldendal : 2005
- Ålen har englelyd, 129 sider, Gyldendal : 2006
- Fluebogen, 84 sider, Anblik : 2007
- Med plads til hundrede køer: roman, Gyldendal : 2007
- Hestenes øjne, roman, Gyldendal : 2008
- Ida og Axel trilogien, Gyldendal : 2008
- The Factory, roman, Gyldendal : 2009
- Hjernens egen store hund billedroman, med Maria Wandel, Gyldendal : 2010
- Vand, blod, tis og maskiner ulykkeshistorier for børn, med illustrationer af Maria Wandel, Gyldendal : 2010
- By og Hest, roman, Anblik : 2010
- Exodus, roman, Gyldendal : 2010
- Sæt Asta fri, roman, Gyldendal : 2010
- De gule føl ulykkeshistorier for børn, med illustrationer af Maria Wandel, Gyldendal : 2011
- Springer, roman, Gyldendal : 2012
- Strange Days Indeed, roman, Gyldendal : 2012
- Horden - 13 digterportrætter 1872-1912, Gladiator : 2015

## Priser, legater m.m.
- 1990 Emma Berentzens Legat
- 1990 Statens Kunstfond. Produktionspræmie (uden ansøgning): Tårnet (roman)
- 1991 Statens Kunstfond. 3-årigt stipendium
- 1991 Forfatterne Harald Kiddes og Astrid Ehrencron-Kiddes Legat
- 1994 Statens Kunstfond. Arbejdslegat
- 1995 Statens Kunstfond. Arbejdslegat
- 1996 Statens Kunstfond. Arbejdslegat
- 1997 Statens Kunstfond. Arbejdslegat
- 1998 Statens Kunstfond. Arbejdslegat
- 1998 Den store danske encyklopædi. 1994-2002: bind 10 + supplement
- 1999 Albert Dams mindelegat
- 1999 Statens Kunstfond. Arbejdslegat
- 1999 Litteraturens stemmer. Gads litteraturleksikon. Gad, 1999
- 1999 Vandmærker. Nærlæsninger af ny dansk litteratur. Dansklærerforeningen: side 309-343, Frits Andersen: Breve. Fortryllelse og forvandling hos Jens Smærup Sørensen og Hans Otto Jørgensen
- 2000 Statens Kunstfond. Arbejdslegat
- 2000 Danske digtere i det 20. århundrede. Bind 1-3. Gad, 2000-2002 : Marianne Ping Huang, bind 3, side 455-460
- 2001 Statens Kunstfond. Arbejdslegat
- 2001 Dansk forfatterleksikon. Biografier. Redigeret af John Chr. Jørgensen. Rosinante, 2001
- 2002 Leo Estvads Legat
- 2002 Kraks Blå Bog
- 2002 Radioens romanpris: Helt og heltinde (roman)
- 2002 Statens Kunstfond. Arbejdslegat
- 2003 Statens Kunstfond. Arbejdslegat
- 2003 Gads danske forfatterleksikon
- 2004 Limfjordsegnens Litteraturpris: Marie Bregendahl-prisen
- 2004 Statens Kunstfond. Livsvarig ydelse
- 2004 Lars Bukdahl: Generationsmaskinen: side 213-14
- 2004 Erik Skyum-Nielsen: Dansk litteraturhistorie 1978-2003. Systime: side 97-98
- 2007 Otto Gelsted-prisen
- 2008 Kritikerprisen
- 2015 Georg Brandes-Prisen - for Horden